# Ponticola kessleri
Главоч Главаш (лат. Ponticola kessleri) је врста рибе из Gobiidae фамилије. Има је у Аустрији, Босни и Херцеговини, Бугарској, Хрватској, Чешкој, Мађарској, Молдавији, Румунији, Србији, Црној Гори, Словачкој, Турској и Украјини. Уочен је и у Словачкој, у делу Дунава и у басену Северног мора Холандије, река Вал.